# Svensk TV-produktion
Svensk TV-produktion, STV eller S-TV var ett svenskt TV-produktionsbolag startat år 1964. Bolaget var privatägt och helt fristående från Sveriges Radio TV (som Sveriges Radios TV-verksamhet hette innan SVT bildades och blev ett eget bolag) och verksamheten var inriktad på att på egen hand producera TV-program för försäljning till olika TV-bolag.

## Historia
Bolaget bildades år 1964 och ägdes av Time-Lifekoncernen, svenska Philips, några av ”Skäggen” (Åke Söderqvist, Beppe Wolgers, Lasse O'Månsson och Yngve Gamlin) samt Hans Alfredson och Tage Danielsson. VD var Lars-Gösta Ridderstrand. Företaget hade sina lokaler i det gamla elverket i Stocksund och flera av de anställda kom från Sveriges Radio. Tidigare hade lokalerna i det gamla elverket använts av Film AB Imago åren 1946-52 och därefter av Metronome Studios AB.
Verksamheten upphörde 1966-67 för att Sveriges Radio TV som p.g.a TV-monopolet i praktiken var den enda tänkbara kunden i Sverige, inte ville köpa deras produktioner. De föredrog att göra sina program själva. En satsning på den utländska marknaden med uppmärksammade produktioner med bland annat Cullbergbaletten och Hasse & Tages Gula hund (1966) misslyckades. 
Ett nyligen återfunnet program ”Siw Malmkvist Show” från 1965 har restaurerats och visades i Minnenas television på SVT1 den 4 januari 2013 för första gången på nära 48 år. I programmet medverkar förutom Siw Malmkvist, Cornelis Vreeswijk och Gals and Pals. Det var enda gången Siw Malmkvist och Cornelis Vreeswijk arbetade tillsammans.
Kommittén för television och radio i utbildningen (TRU) flyttade in i lokalerna 1967 och Utbildningsradion hade verksamhet där åren 1978-93. Lokalerna används numera av Marina läroverket.